# 23271 Kellychacon
23271 Kellychacon là một tiểu hành tinh vành đai chính với chu kỳ quỹ đạo là 1284.7117976 ngày (3.52 năm).
Nó được phát hiện ngày 28 tháng 12 năm 2000.
Kelly Michelle Chacon (b. 1989) was awarded second place in the 2007 Intel International Science và Engineering Fair for her plant sciences project. She attended the American Heritage School in Plantation, Florida, Hoa KỳA và now attends Yale University in New Haven, Connecticut, Hoa Kỳ